# Honda PS125i
Honda PS125i je skútr vyráběný japonskou firmou Honda od roku 2006. Má moderní retro vzhled.

## Barevná provedení
Honda PS125i se vyrábí ve čtyřech barevných provedeních a to:
- černá Sport
- stříbrná metalíza Quasar
- perleťová bílá Cool
- bílá Cool - Sporty